# LEDA 74886
LEDA 74886，其名稱也稱為2MASXJ03404323-1838431，有時也被稱為梅拉達-庫特星系，是一個罕見的矩形矮星系。它位於星座波江座，距離大約70,000,000光年（21百萬秒差距）。該星系是在昴星團望遠鏡使用其主焦點相機（Suprime Cam）拍攝的寬視場影像中檢測到的。使用凱克望遠鏡，一個側面朝向的薄星系盤被證實潜伏在LEDA 74886的中心，在0.5kpc的軌道半徑下以33 km/s的速度旋轉。LEDA 74886的質量大約是109 M☉（做為比較：銀河系的質量是1012 M☉）。

## 位置
LEDA 74886位於天球的赤經（{\displaystyle \alpha }）03h 40m 43.2s，和赤緯（{\displaystyle \delta }）-18° 38′ 43″處（J2000）。它位於NGC 1407的銀冕內，這是一個巨大的橢圓星系，位於LEDA 74886西北約163,000光年（50 kpc）處。

## 相關條目

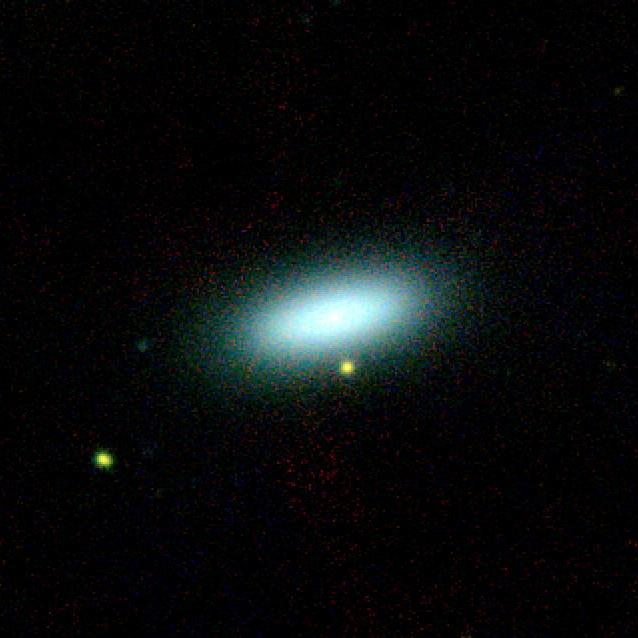
LEDA 74886的彩色剪切影像。